# Ast

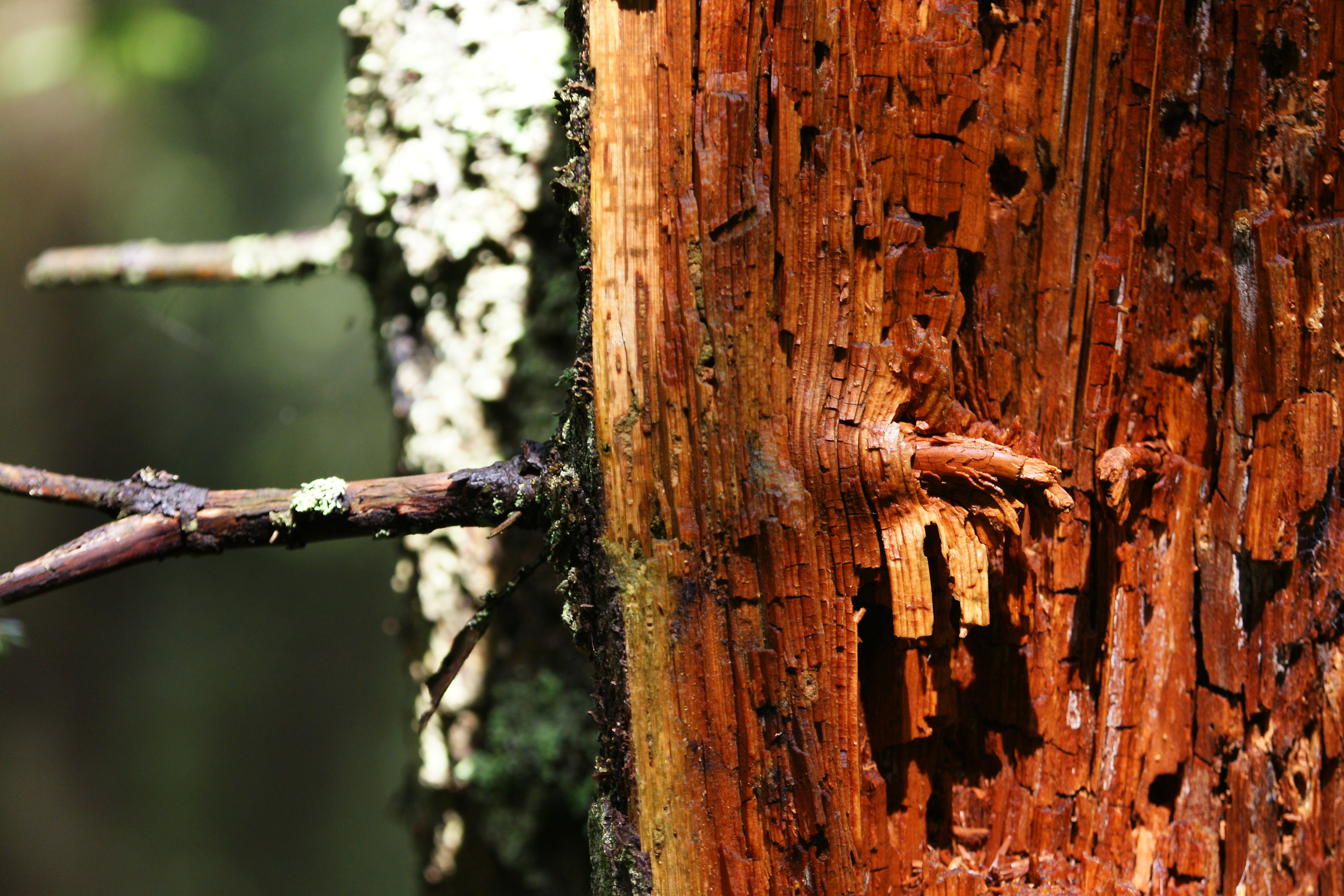
Wo ein Blitz durch Stromwärme einen Teil des Baumstamms absprengte, wird seine innere Struktur sichtbar.

Ein Ast ist die krautige oder holzige Achse eines Seitensprosses der Pflanzen mit Kormus (veraltet: Kormophyten). Ein Ast kann der Achse des Grundtriebs (Stängel bzw. Stamm) oder wiederum anderen Ästen seitlich entspringen. Ein Zweig ist ein Ast samt Blättern. Umgangssprachlich wird der Begriff oft auf die holzigen Äste von Bäumen reduziert. In der Holznutzung ist die Unterscheidung von Ast und Zweigwerk üblich – beziehungsweise nennt man den Zweig, wie auch die Spuren, die das Zweigwerk im Holz hinterlässt, Astholz oder „Ast“.

## Biologische Grundlagen

### Die Entstehung von Ästen
Ein Ast entwickelt sich normalerweise aus einer Achselknospe entweder von der Sprossachse, d. h. dem Haupttrieb, oder aber von einem bereits bestehenden Ast aus. Eine solche Achselknospe bildet sich am Ansatzpunkt eines Blatts am jeweiligen Ast bzw. der Sprossachse. In ihr sind die Anlagen des neuen Astes in Form von sogenannten Meristemen enthalten, also Bereichen dicht gepackter, undifferenzierter Zellen, welche bei Ausdifferenzierung die verschiedenen Gewebe des Holzes und der anliegenden Blätter bilden. Eine Knospe muss nicht zwangsläufig austreiben; manche Knospen werden niemals aktiviert. Eine Sonderform sind Meristeme, welche für „Notfallzwecke“ in den Stamm eines Baumes eingelagert werden und zum Beispiel im Falle des Fällens für ein neues Austreiben völlig ohne erkennbaren Knospen sorgen können. Diese Triebe werden Wasserreisern oder Klebäste genannt.
Die Ansatzstelle des Astes am Stamm ist besonderen Hebelkräften ausgesetzt und wird deshalb durch eine besondere Verdickung, den Astring stabilisiert. Dieser entsteht, indem der aus Gewebe des Astes bestehende Astkragen von Gewebe des Stammes umgeben wird, welches den sogenannten Stammkragen bildet.

### Bereiche, in denen sich Äste entwickeln

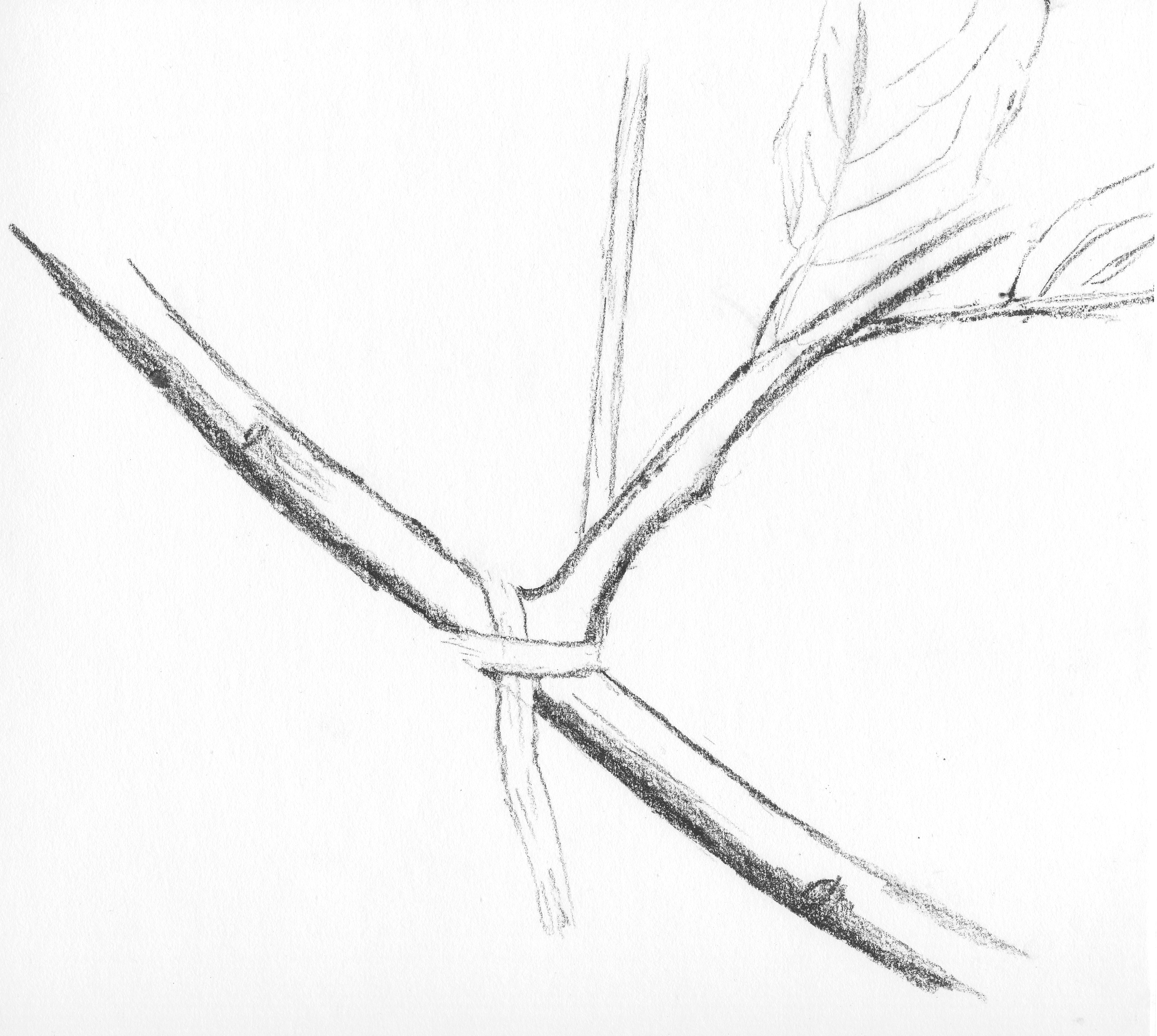
Mit einem losen Knoten hochgebundener Ast

An einem Baum befinden sich lebende Äste im Normalfall am oberen Baumabschluss, der Krone. Darunter befindet sich der Stamm mit seiner Totastzone und den Aststümpfen – alten, abgestorbenen Ästen, die durch höherliegende Äste überschattet und deshalb abgeworfen wurden. Ausnahme hiervon ist neben den bereits erwähnten Wasserreisern die Krankheit Zopftrocknis, bei der auch Äste im oberen Kronenbereich absterben.

## Bedeutung für die Forstwirtschaft
Äste spielen eine Rolle für die Qualität des Holzes: Bricht ein Ast vom Stamm ab, versucht der Baum, diese Wunde zu überwallen. Je nach Form spricht man von Beulen, Knorren (‚Knoten‘, vergl. Knüttel und Knüppelholz), Bändern, Rosen, Bärten oder auch Siegeln. Diese vermindern die Qualität des Holzes fast immer.
Wenn zwei oder mehr Äste einen Stamm als dominanten Trieb ablösen, bezeichnet man die Stelle der „Aufspaltung“ als Zwiesel.

### Aststärken
Die Forstwirtschaft unterscheidet folgende Aststärken:
- Feinast: Durchmesser ist kleiner als drei Zentimeter
- Schwachast: Durchmesser liegt zwischen drei und fünf Zentimetern
- Grobast: Durchmesser liegt zwischen fünf und zehn Zentimetern
- Starkast: Durchmesser liegt bei über zehn Zentimetern

Man spricht auch von Derbholz ab 7 cm Durchmesser und Nichtderbholz bis 7 cm Durchmesser, darunter fällt das Reisigholz für die Fein- und Schwachäste. Der Wipfel als Ganzes wird, ob Stammverlängerung beim Nadelholz, oder verzweigtes Astholz, unter dem Begriff Zopfholz zusammengefasst.

### Holzverarbeitung

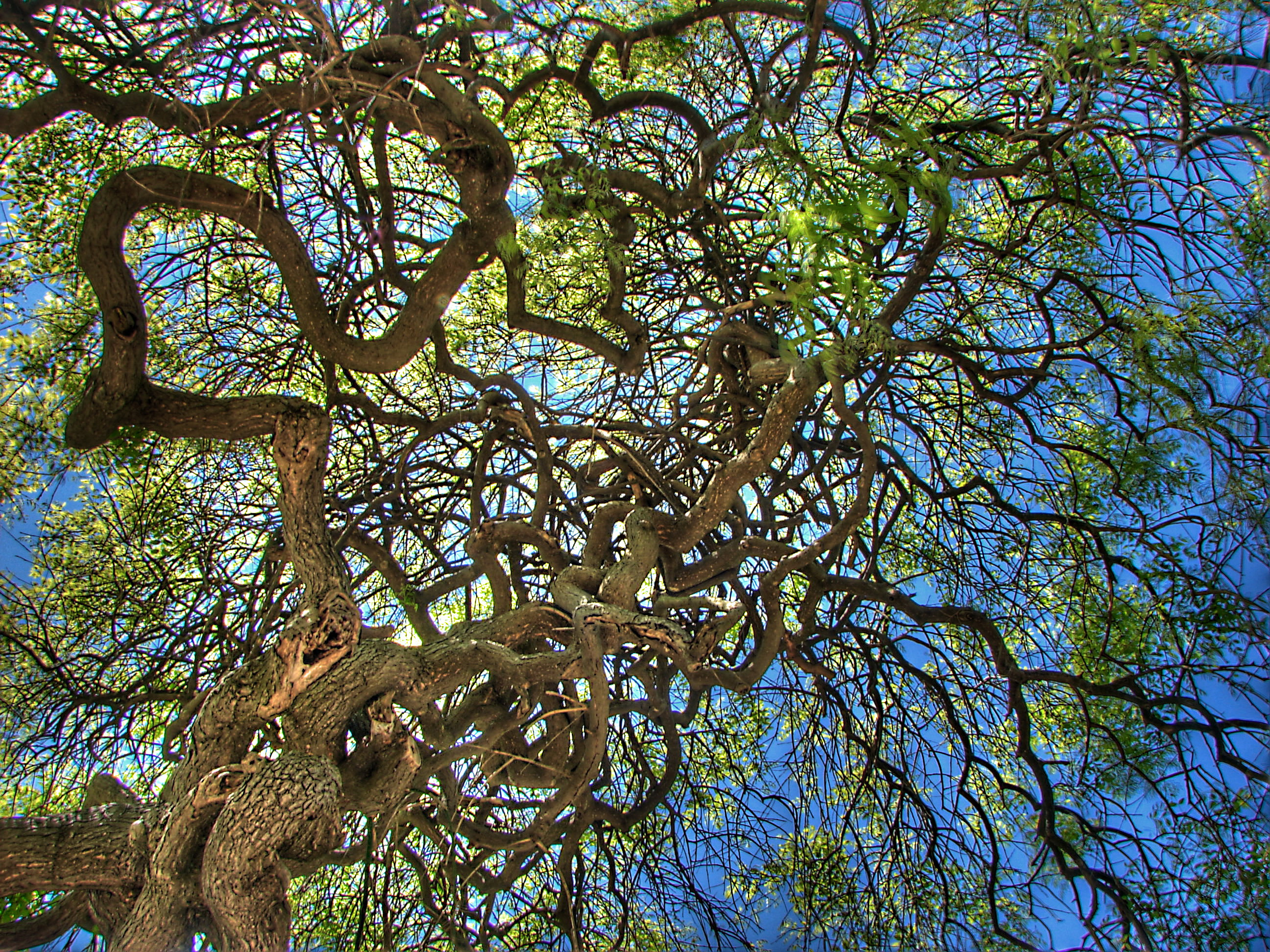
Stark verästelter Baum

Bei dem Material Holz bezeichnet Ast als Wuchsmerkmal das Kernholz eines Astes, das bis ins Mark des Baumes führt, und daher in allen Zonen des aufgeschnittenen Holzes verbleibt.
Je nach Lage und Anordnung führen Äste meist zu einer Minderung der Holzqualität, da sie den Faserverlauf stören und so die physikalische Belastbarkeit des Holzes verringern.

#### Astreinheit und Astigkeit
Astreinheit ist im Allgemeinen ein Qualitätsmerkmal für Konstruktionsholz. Das entsprechende Holzstück ist frei (rein) von Ästen, insbesondere aber Astlöchern, und wird beispielsweise für Bauholz, Möbel, Türen oder Fenster verwendet. Holz mit vielen Ästen nennt man astig oder ästig, das ist ein Holzfehler. Tischlerholz oder Furnier, besonders bei interessant gemaserten Holzsorten ohne Neigung zu Ausfallästen, bildet eine Ausnahme: So ist zum Beispiel die Zirbelkiefer mit den typischen schwarzen Ästen oder der Vogelaugenahorn ein gefragtes Holz.
- Um Astreinheit zu erreichen, werden die Bäume sehr eng gepflanzt (im Verband). Sie wachsen schnell in die Höhe (schießen auf) und bilden ein kurzes Zopfstück und kaum Äste am Mittelstamm. Solches Holz ist von höchster Qualität und wird als Schälholz zur Herstellung von Furnieren oder im Instrumentenbau eingesetzt.
- Bei besonders schönen geraden Nadelbäumen werden die unteren, meist dürren Äste entfernt. In dem Holz, das nach dieser sogenannten Wertästung am Stamm zuwächst, werden die Äststümpfe schnell und sauber überwallt und sind im Starkholz nicht an der Oberfläche.

Laubbäume verlieren ihre Äste normalerweise von selbst, so dass dort keine Wertästung stattfindet. Eine Ausnahme bildet die Eiche, deren Totäste viele Jahre am Baum bleiben, und die als Bauholz regional eine wichtige Rolle spielt.
Um Löcher in einem Brett zu vermeiden, werden Durchfalläste in der Regel bei der Herstellung ausgebohrt und durch einen Astlochdübel ersetzt.
Astrein wurde zu einem Wort der Jugendsprache mit positiver Konnotation.

#### Ausfalläste, Astlöcher
Ein Astloch entsteht, wenn sich ein in einem Brett befindlicher Ast von dem übrigen Holzgewebe löst und herausfällt, ein Ausfallast.
Gründe für das Ablösen vom restlichen Holz sind:
- Astholz enthält wesentlich mehr Lignin. Dadurch ist es härter, spröder und schwindet bei der Trocknung stärker.
- Die Fasern laufen nicht parallel zu den Fasern im Stamm.

Ob ein Ast ausfällt, hängt zum einen von der Holzsorte ab (so neigt die Tanne mehr dazu als die Fichte, die Kiefer aber kaum), zum anderen, ob der Aststumpf schnell überwallt wurde oder das Totholz noch lange am Stamm verblieben ist.